# John Joseph Montgomery
Pour les articles homonymes, voir Montgomery.
John Joseph Montgomery, né le 15 février 1858 à Yuba City, en Californie, et mort le 31 octobre 1911 à Evergreen (en) en Californie, est un pionnier de l'aviation et inventeur américain, aussi professeur à l'université de Santa Clara.

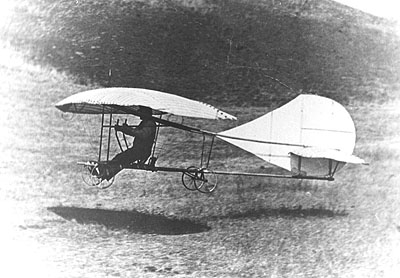
John J. Montgomery sur son planeur monoplan The Evergreen en 1911.

## Biographie
Le 28 août 1883, il réalisa le premier vol contrôlé plus lourd que l'air des États-Unis, à Otay Mesa à San Diego en Californie (après les pionniers européens tels que le cocher de George Cayley en 1853, ou Jean-Marie Le Bris en 1856).

## Postérité
Un film sorti en 1946, Ses premières ailes (Gallant Journey), écrit, produit et réalisé par William A. Wellman lui est consacré. Son personnage est interprété par Glenn Ford.